# Logistiktruppe
Die Logistiktruppe ist die Gesamtheit aller für die Militärlogistik zuständigen Kräfte einer Streitkraft und bildet eine eigene Truppengattung. Aufgaben sind vorrangig der Nachschub, Transport und die Instandsetzung.
Im Militär finden sich Logistikkräfte in allen Teilstreitkräften, militärischen Organisationsbereichen und auch als organischer Teil anderer Truppengattungen. In der Bundeswehr sind bis zur Verbandsebene anderer Truppengattungen und in allen Teilstreitkräften diese Kräfte zusammen mit truppeneigenen ABC-Abwehrkräften in der 1./ Stabs- und Versorgungskompanie zusammengefasst. Ab dem Großverband Brigade werden die Aufgaben der Logistiktruppe von selbständigen Kompanien oder zusammengefassten Bataillonen wahrgenommen.
In Deutschland untersteht die Logistiktruppe der Streitkräftebasis, im deutschen Heer als Heereslogistiktruppen. In Österreich wird die vergleichbare Truppengattung als Versorgungstruppe bezeichnet.

## Aufgaben

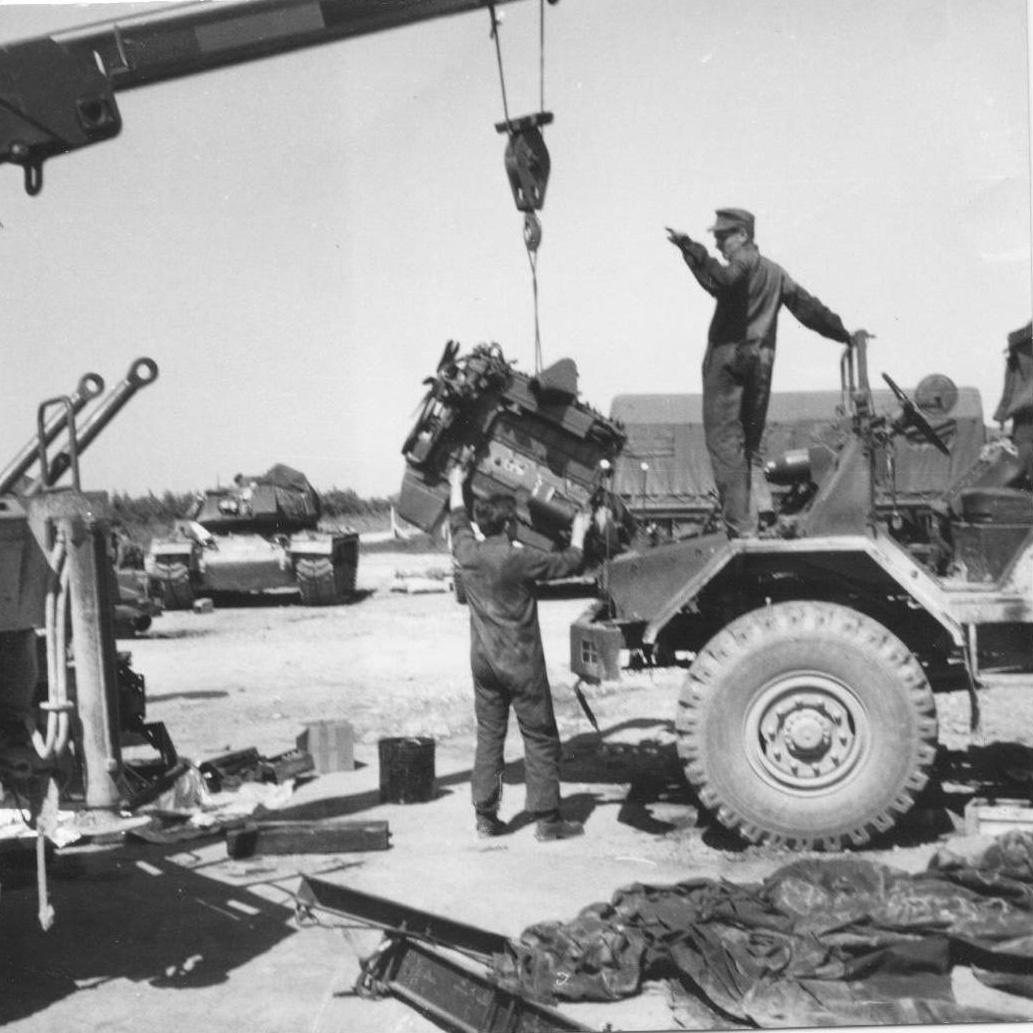
Feldinstandsetzung der Bundeswehr (1969)

Die Logistiktruppe stellt die Versorgung der anderen Truppenteile mit allen notwendigen militärischen Gütern sicher, die der zu versorgende Verband zur Aufrechterhaltung der Kampfkraft benötigt. Dazu organisieren sie und führen die Beschaffung und die Verteilung (Transport) dieser Güter an die entsprechenden Bedarfsstellen durch, soweit die Truppen nicht selbst über die benötigten Transportfähigkeiten verfügen. Im militärischen Sprachgebrauch wird diese Aufgabe meist als Nachschub bezeichnet. Im Verteidigungsfall wird die Versorgung der kämpfenden Truppe als Gefechtslogistik bezeichnet.
Das Spektrum der Versorgungsgüter ist vielfältig und wird unterschieden in
- Mengenverbrauchsgüter (MVG): Güter, die verbraucht und von der Truppe in großen Mengen benötigt werden. Dazu zählen in erster Linie Munition, Kraft- und Betriebsstoffe, Wasser und Verpflegung.
- Einzelverbrauchsgüter (EVG): Nachschubgüter, die einem Verschleiß unterliegen, aber entweder nur bei Bedarf oder in kleinen Stückzahlen an die Front geliefert werden müssen, vor allem Ersatzteile für Fahrzeuge und Geräte.
- Nichtverbrauchsgüter (NVG): Alles, was normalerweise keinem Verbrauch unterliegt, zum Beispiel Geräte, Fahrzeuge, Waffen und Ausrüstung.

In den Aufgabenbereich des Nachschubes fällt in vielen Streitkräften ebenfalls die Lagerhaltung von Gütern in (Feld-)Depots.
Die Instandsetzungstruppe zählt in vielen Streitkräften zu den Logistiktruppen. Diese führt die Instandsetzung von Waffen, Großgerät, Gerät und Maschinen durch. Die Wartung ist Aufgabe der jeweilig nutzenden Truppe.
Instandsetzungskräfte – zumeist auf der Truppenebene – führen die Bergung ausgefallener Fahrzeuge mit Bergepanzern oder Bergefahrzeugen durch, die Instandsetzungstruppe den Abschub durch Transport mit Schwerlasttiefladern. Feldinstandsetzungspunkte im rückwärtigen Gefechtsraum – als Truppeninstandsetzungspunkt TIP auf Kampftruppenebene, als Heeresinstandsetzungspunkt HIP durch ein Logistikbataillon oder der Brigade-Instandsetzungskompanie – stellen einen feldverwendungsfähigen Zustand wieder her.
Die Sanitätsdienst kann Bestandteil der Logistik, selten der Logistiktruppe sein.

## Geschichte
Historisch geht die Nachschubtruppe aus dem Tross, die Transporttruppe aus dem Train (Militär) hervor, der anfangs nicht oder nur rudimentär bewaffnet war. Bis 1945 und auch noch bei Gründung der Bundeswehr wurde die Nachschubtruppe als Quartiermeistertruppe bezeichnet. Mit Aufkommen der Eisenbahn insbesondere im Ersten Weltkrieg wurde der Nachschub durch das Militäreisenbahnwesen in die Nähe der Front gebracht und durch Lastkraftwagen weiterbefördert. Die Hauptlast hatten aber bis in den Zweiten Weltkrieg hinein bespannte Trosseinheiten zu leisten. Erst nach dem Zweiten Weltkrieg wurde auch der Nachschub vollmotorisiert.
Da der Tross bzw. die Nachschubtruppe zu jeder Zeit ein vergleichsweise hohes Risiko trägt, da der Feind immer bestrebt ist Nachschubwege insbesondere durch Luftstreitkräfte, aber auch durch im Rückwärtigen Raum kämpfende Feindkräfte, anzugreifen, und dieser für die Kampfkraft der Truppe von wesentlicher Bedeutung ist, ging man im 20. Jahrhundert dazu über, auch die Nachschubtruppe zu bewaffnen und rudimentär im Infanteriekampf auszubilden. Dennoch waren die Verluste gerade bei Einheiten des Nachschubs im Zweiten Weltkrieg hoch. In modernen Armeen erhalten daher auch Soldaten der Nachschubtruppe eine infanteristische Grundausbildung, die zu Sicherungsaufgaben befähigt, und deren Führungskräfte eine Ausbildung diese sowohl in der spezifischen Funktion als auch in der Sicherung sowie im Überleben und Durchschlagen zu führen.
Die Motorisierung und Mechanisierung sowie die zunehmend komplexer werdenden Waffensysteme in modernen Armeen des 20. Jahrhunderts, darunter Funk- und andere Informationstechnik, Radartechnik u. a. führte zur Aufstellung spezieller Instandsetzungstruppen, die zunächst als Feldzeugtruppe bezeichnet wurde, da die Instandsetzung nicht mehr vom bedienenden Personal durchgeführt werden konnte.
In der Nationalen Volksarmee der DDR wurde die Truppe auch als Rückwärtige Dienste bezeichnet. Statt einer Zusammenfassung unter dem Begriff Logistiktruppen wurde in Deutschland zeitweilig auch eine Zusammenfassung unter der Bezeichnung Technische Truppe eingeführt.

## Bundeswehr
Die Logistiktruppe bezeichnet in der Bundeswehr die für die landgebundene Militärlogistik zuständigen Truppen in der Streitkräftebasis. Im Heer werden vergleichbare Kräfte dagegen als Heereslogistiktruppen bezeichnet. Die (Heeres-)Logistiktruppe als eigene Truppengattung ist nur in der Streitkräftebasis und im Heer bekannt, denn in der Marine und Luftwaffe erfolgt keine Zusammenfassung zu Truppengattungen, obwohl beide Teilstreitkräfte gleichfalls über (auch landgebundene) Logistikkräfte verfügt. Nicht zur Logistiktruppe werden insbesondere die zum See- oder Lufttransport befähigten Einheiten der Marine, Luftwaffe oder Heeresflieger gezählt.
Die Heereslogistiktruppe entstand durch Neuordnung der Truppengattungen im Zuge der Transformation der Bundeswehr (Bekanntgabe im Kommandeurbrief des Inspekteurs des Heeres vom 17. Oktober 2005) aus den ehemals eigenständigen Truppengattungen Nachschubtruppe, Instandsetzungstruppe und den Transporteinheiten des Heeres. In der Streitkräftebasis wurden die vergleichbaren Kräfte in der Folge zur Logistiktruppe zusammengefasst. Äußerlich unterscheiden sich die Kräfte des Heeres sowie die Heeresuniformträger in Streitkräftebasis und Heer trotz der leicht unterschiedlichen Bezeichnung aber nicht. Die Heeresuniformträger erhalten in beiden militärischen Organisationsbereichen darüber hinaus eine weitgehend identische Ausbildung.

### Organisation in der Streitkräftebasis von 2001 bis 2012
Im Streitkräfteunterstützungskommando der Streitkräftebasis sind zentrale Bereiche der Logistik der Bundeswehr angesiedelt. Schwerpunkte wurden in den Wehrbereichen I und IV gebildet:
- Logistikamt der Bundeswehr (LogABw), Sankt Augustin

(vormals Materialamt der Bundeswehr, Rolle: Rüstungs- und Nutzungsamt der Streitkräftebasis, die IT-Unterstützungseinrichtung der Bundeswehrlogistik und das Katalogisierungsamt) (wird aufgelöst bzw. geht auf im neuen Logistikkommando der Bundeswehr)
- Logistikzentrum der Bundeswehr (LogZBw), Wilhelmshaven

(zentrale logistische Dienstleistungen für Einsätze und den Friedensdienstbetrieb / Basislogistik)
- Logistikschule der Bundeswehr (LogSBw), Osterholz-Scharmbeck, OT Garlstedt

(ehemals Nachschubschule des Heeres, zentrale Ausbildungseinrichtung der Logistiker aller Teilstreitkräfte und Organisationsbereiche, verantwortlich für die Weiterentwicklung der Logistiktruppe und Fahrausbildung)
- (Wehrbereichskommando I) (aufgelöst)
  - Logistikregiment 17 (aufgelöst)
    - Stab & Stabskompanie LogRgt 17 (SK), Burg (aufgelöst)
    - Logistikbataillon 171 (SK1), Burg
    - Logistikbataillon 172 (SK2), Beelitz

  - Logistikbrigade 1 (EK)[1] (aufgelöst)
    - Stab & Stabskompanie LogBrig 1, Delmenhorst (aufgelöst)
    -  Logistikbataillon 161 (EK), Delmenhorst
    - Logistikbataillon 162 (UK), Boostedt (aufgelöst)
    - Spezialpionierregiment 164, Husum (nachrichtlich aufgeführt, gehört zur Pioniertruppe)
    - Transportbataillon 165 (UK), Delmenhorst (aufgelöst)
    - Instandsetzungsbataillon 166 (UK), Boostedt (aufgelöst)

- (Wehrbereichskommando IV) (aufgelöst)
  - Logistikregiment 46[2] (aufgelöst)
    - Stab & Stabskompanie LogRgt 46, Diez (aufgelöst)
    - Nachschubbataillon 462 (UK), Diez (aufgelöst)
    -  Transportbataillon 465 (UK), Ellwangen (aufgelöst)
    -  Instandsetzungsbataillon 466 (UK), Volkach (aufgelöst)
    - Logistikbataillon 467 (UK), Volkach

  -  Logistikregiment 47[3] (aufgelöst)
    - Stab & Stabskompanie LogRgt 47 (SK), Dornstadt (aufgelöst)
    - Logistikbataillon 461 (SK2), Walldürn
    - Spezialpionierbataillon 464, Speyer (aufgelöst, nachrichtlich aufgeführt, gehörte zur Pioniertruppe)
    -  Logistikbataillon 471 (SK2), Dornstadt (aufgelöst)
    - Logistikbataillon 472 (SK1), Kümmersbruck

Anmerkungen:
- SK1: LogBtl mit Umschlagkompanie
- SK2: LogBtl ohne Umschlagkompanie

### Aktuelle Struktur
Seit dem Jahre 2013 umfasst die Logistiktruppe der Streitkräftebasis folgende Verbände und Dienststellen, die alle einheitlich vom Logistikkommando der Bundeswehr in Erfurt geführt werden:
|  | Bezeichnung                     | Ort                  |
|  | ------------------------------- | -------------------- |
|  | Logistikkommando der Bundeswehr | Erfurt               |
|  | Logistikzentrum der Bundeswehr  | Wilhelmshaven        |
|  | Logistikschule der Bundeswehr   | Osterholz-Scharmbeck |
|  | Logistikregiment 1              | Burg (bei Magdeburg) |
|  | Logistikbataillon 161           | Delmenhorst          |
|  | Logistikbataillon 163           | Delmenhorst          |
|  | Logistikbataillon 171           | Burg                 |
|  | Logistikbataillon 172           | Beelitz              |
|  | Logistikregiment 4              | Volkach              |
|  | Logistikbataillon 461           | Walldürn             |
|  | Logistikbataillon 467           | Volkach              |
|  | Logistikbataillon 471           | Oerbke               |
|  | Logistikbataillon 472           | Kümmersbruck         |
|  | Spezialpionierregiment 164      | Husum                |

Am 4. April 2024 kündigte Bundesminister der Verteidigung Boris Pistorius an, dass die Logistiktruppe der Streitkräftebasis zukünftig Teil des neuen Unterstützungsbereichs werden wird, in dem die Streitkräftebasis aufgeht.

## Schweizer Armee
Die Truppengattung Logistiktruppen umfasst in der Schweizer Armee die Sanitätstruppen, die Logistiktruppen mit den Bereichen Nachschub/Rückschub, Verkehr und Transport und Instandhaltung sowie Veterinärdienst und Armeetiere (Traintiere und Hunde). Der Logistikbasis der Armee (LBA) ist die Logistikbrigade 1 (Log Br 1) unterstellt.